# Eratosthenes (månekrater)
Eratosthenes er et forholdsvis dybt nedslagskrater på Månen. Det befinder sig på Månens forside og er opkaldt efter den græske astronom og geograf Eratosthenes (ca. 276 – 196 f.Kr.).
Navnet blev officielt tildelt af den Internationale Astronomiske Union (IAU) i 1935. 
I Månens geologiske historie er Eratosthenian-perioden opkaldt efter dette krater, som menes at være dannet for omkring 3,2 milliarder år siden, og som definerer starten tidsperioden.
I 1924 observerede William H. Pickering mørke pletter i krateret, som syntes at variere på regelmæssig måde i løbet af hver månedag. Han fremsatte den spekulative ide, at de skyldtes hjorde af små livsformer, som bevægede sig i krateret. Ideen fik nogen opmærksomhed, først og fremmest på grund af Pickerings ry.

## Omgivelser
Eratostheneskrateret ligger i mareområdet på grænsen mellem Mare Imbrium og Sinus Aestuum. Det udgør den vestlige ende af Montes Apenninus-bjergkæden. 

## Karakteristika
Kraterranden er veldefineret og cirkulær, og den indre kratervæg falder i terrasser. Der er centrale bjergtoppe i den irregulære kraterbund og en ydre vold af udkastninger fra krateret. Det mangler et eget strålesystem, men stråler fra Copernicuskrateret mod sydvest ligger hen over det. Når Solens lys falder i en lille vinkel, er krateret fremtrædende på grund af den skygge, som randen kaster. Når Solen imidlertid står højt over det, falder det visuelt ind i omgivelserne og bliver vanskeligt at lokalisere. Det skyldes, at strålerne fra Copernicuskrateret har højere albedo og camouflerer Eratosthenes.

## Satellitkratere
De kratere, som kaldes satellitter, er små kratere beliggende i eller nær hovedkrateret. Deres dannelse er sædvanligvis sket uafhængigt af dette, men de får samme navn som hovedkrateret med tilføjelse af et stort bogstav. På kort over Månen er det en konvention at identificere dem ved at placere dette bogstav på den side af satellitkraterets midte, som ligger nærmest hovedkrateret. Eratostheneskrateret har følgende satellitkratere:
| Eratosthenes | Længde  | Bredde  | Diameter |
| ------------ | ------- | ------- | -------- |
| A            | 18,4° N | 8,3° V  | 6 km     |
| B            | 18,7° N | 8,7° V  | 5 km     |
| C            | 16,9° N | 12,4° V | 5 km     |
| D            | 17,5° N | 10,9° V | 4 km     |
| E            | 18,0° N | 10,9° V | 4 km     |
| F            | 17,7° N | 9,9° V  | 4 km     |
| H            | 13,3° N | 12,2° V | 3 km     |
| K            | 12,9° N | 9,2° V  | 5 km     |
| M            | 14,0° N | 13,6° V | 4 km     |
| Z            | 13,8° N | 14,1° V | 1 km     |

## Måneatlas
- Billeder af Eratostheneskrateret i LPI-måneatlasset